# N.L. Chrestensen

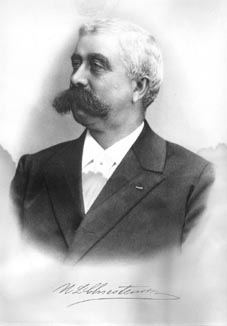
Firmengründer N. L. Chrestensen (1840–1914)

N.L. Chrestensen ist eine 1867 von dem dänischen Gärtnergehilfen Niels Lund Chrestensen in Erfurt gegründete Samen- und Pflanzenzucht. Die Firma steht in der Tradition des Erfurter Gartenbaus. Chrestensen betreibt in der Erfurter Innenstadt das nach eigener Aussage älteste Fleurop-Geschäft Deutschlands.

## Geschichte
Das Unternehmen war in den Anfangsjahren vor allem eine „Bouquet-Fabrik“, die Arrangements aus Trockenblumen herstellte. Firmensitz war die Marktstraße 16 in Erfurt. Als die Firma 1872 ihren ersten Versandkatalog mit „Gemüse-, Feld-, Gras-, Wald- und Blumensämereien“ herausgab, bezeichnete sie sich darin auch als „Blumen-, Gräser- und Moos-Färberei“.
Die Firma Chrestensen erhielt auf der Weltausstellung in Chicago 1893 die „Große Columbus Medaille“. Im selben Jahr wurde der Firmensitz in die Marktstraße 38 verlegt. Chrestensen besaß ab 1883 Anbauflächen für die Samenproduktion in der „Aue“. Im Jahre 1896 eröffnete die Firma ein Verkaufsbüro in London. Die Samenzucht wurde 1906 in das Borntal bei Erfurt verlegt, wo Chrestensen bis heute etwa 20 ha bewirtschaftet. 1908 war Chrestensen Mitbegründer von Fleurop.
1953 wurden die Geschäftsführer verhaftet und der Betrieb von Februar bis Juni unter Treuhandverwaltung gestellt. 1959 beteiligte der Staat sich am Unternehmen, 1972 folgte die vollständige Verstaatlichung unter dem Namen VEB Erfurter Blumensamen. Niels Chrestensen (1907–1990) und seine beiden Söhne konnten aber in leitenden Positionen verbleiben. In dem nun staatlichen Betrieb wurden, durch Zusammenlegung mehrerer Betriebe, Organisation und Handel der gesamten Blumensaatgutproduktion der DDR zusammengeführt. Zu diesem Betrieb gehörte auch, als Novum in der DDR, ein Versandhaus für Samen und Pflanzen.
Das Unternehmen wurde 1990 reprivatisiert. Seit 1994 befindet sich der Firmensitz in einem neu errichteten Lager- und Logistikzentrum im Borntal. Das Unternehmen hat heute etwa 120 Mitarbeiter und vertreibt weltweit über 1.000 verschiedene Pflanzenarten und -sorten, darunter mehr als 200 eigene Züchtungen.